# Thyriochlorota isabelae
Thyriochlorota isabelae är en skalbaggsart som beskrevs av Soula 2006. Thyriochlorota isabelae ingår i släktet Thyriochlorota och familjen Rutelidae. Inga underarter finns listade i Catalogue of Life.